# シェルショック
シェルショック（英: Shell shock）は、第一次世界大戦中にイギリスの心理学者であるチャールズ・サミュエル・マイヤーズによって命名された造語。戦時中に多くの兵士が罹患した心的外傷後ストレス障害 (PTSD) の一種である症状を表現するためつくられた。爆撃や戦闘の激しさに対するストレス反応となり、パニックや恐怖反応、逃避行動、理性の欠如、睡眠や歩行障害、会話不能など様々な形となって現れ、無力感を引き起こす。ドイツ語圏では震えの症状からKriegszitterer（「戦争震え」の意）と称され、日本語では戦場ショック、砲弾ショックとも表記される。
大戦中、シェルショックの概念は明確には定義されておらず、「シェルショック」の症例は肉体的または精神的な傷害として、あるいは士気欠如（LMF）として解釈されていた。シェルショックという言葉は、今日においてもアメリカ合衆国退役軍人省がPTSDの一側面を説明するため使用しているが、ほぼ歴史的用語であり、第一次世界大戦に特徴的な障害であると考えられている。
第二次世界大戦以降、シェルショックの診断は戦場や砲撃のトラウマに対する、似て非なる反応となる「戦闘ストレス反応」の診断に置き換えられた。

## 起源
1914年の第一次世界大戦の初期段階で、イギリス海外派遣軍の兵士は、戦闘後に耳鳴り、健忘症、頭痛、めまい、震え、騒音過敏症などの医学的症状を報告し始めている。これらの症状は、脳に物理的な損傷を負った後に予想される症状に似ているが、これらの症状を報告した大半の兵士が頭部に傷を負った兆候を示さなかった。また、1914年12月までに、英国将校の10%と下士官兵の4%が「神経と精神のショック」を経験している。
「シェルショック」という用語は、ロースの戦い中に、症状と砲弾の爆発の影響との関連性を反映してつくられている。この用語は、1915年に出版された医学誌ランセットの中でチャールズ・マイヤーズによって初めて使用された。シェルショック患者の約60から80％は急性神経衰弱を示し、10％は緘黙症や遁走症など、現代における転換性障害の症状を示した。
1915年から1916年にかけシェルショックの症例数は増加したが、医学的にも心理学的にもあまり理解されていないままであった。一部の医師は、砲弾の炸裂による衝撃波が大脳に病変を作り、それが症状を引き起こし致命的になる可能性があると考え、脳への隠れた物理的な損傷の結果であると考察した。また、爆発によって生じた一酸化炭素による中毒がシェルショックの原因であるという説もあった。
同時に、シェルショックは肉体的というよりむしろ精神的な傷害であるとする別の見解もあったが、この見解の根拠となったのは、砲撃されたことのない兵士の割合が増加していることであった。爆発する砲弾に近接していない兵士に症状が現れることから物理的な説明は明らかに不確かなものであった。
この様な状況にもかかわらず、イギリス陸軍は爆発物への曝露後に症状が出る者を他の兵士と区別し続けている。1915年、フランスに駐屯するイギリス陸軍では次のような通達が出されている。
- シェルショックが敵による砲弾の場合、負傷者リストの頭に「W」（Wounded、負傷）が付け加えられる。その場合患者は負傷者として位置付けされ、腕に負傷ストライプ（英語版）を付けることができる。しかし、その者の症状が砲弾の爆発によるものでない場合は「敵によるもの」とは見做されず、シェルショックまたは「S」（Sickness、病気）と位置付けられ、負傷ストライプおよび障害年金を受ける権利は発生しない[10]。

しかし、死傷者が砲弾の爆発に近かったかどうかという情報が殆ど提供されなかったため、どのケースが該当するのか特定することは屡々困難であった。

## 臆病者
戦争によるストレスが兵士を衰弱させることは認識されていたが、これらの神経症は根本的な人格の欠如によるものであると見做されがちであった。一例として、ゴート卿は戦後の王立委員会での証言で、シェルショックは弱点であり、「良い（強い）」部隊には見られないと述べている。シェルショックの医学的認識を避けるための継続的圧力は、それ自体が認められる抗弁とは見做されないことを意味した。一部の医師や衛生兵は兵士のシェルショックを治そうと処置をとったが、それはまず残酷な方法で行われた。医師はショック療法を試みており、兵士に対し電気ショックを与えることで、以前の正常な自分に戻れることを期待した。カナダの心理療法士であるルイス・イェーランドは、その著書『戦場におけるヒステリー障害（Hysterical Disorders of Warfare）』の中で、緘黙症の症例を紹介しながら、9ヶ月に渡り緘黙症の治療を何度も行ったが上手く行かなかった患者を例に挙げている。この中には、喉に強い電気を流したり、火のついたタバコの吸殻を舌先に当てたり、口の奥に熱せられた鉄板を入れたりする治療も含まれていた。
イギリス軍における自国兵士の処刑は一般的なものではなかったが、18名のイギリス兵が「臆病者」として処刑された。この他に266名が「脱走」、7名が「無許可離任」、5名が「正当な命令への不服従」、2名が「武器を放棄」したことで処刑された。 2006年11月7日、イギリス政府は死後全員に条件付き恩赦を与えている。

## 原因
ジョンズ・ホプキンス大学による2015年の研究では、即席爆発装置（IED）にさらされた戦闘帰還兵の脳組織が、意思決定、記憶、推論を担う領域で損傷パターンを示すことが明らかにされた。この証拠から、研究者たちは、第一次世界大戦の被災者が示した症状がこれらの損傷と酷似することから、シェルショックは単なる精神疾患ではないと結論付けている。 シェルショックには、非常に大きな圧力変化が関与しているとされ、天候による軽度の気圧の変化でさえ、行動の変化と関連している。
また、兵士が直面する戦争の種類が、シェルショック症状が発症する確率に影響することを示唆する証拠もある。1918年のドイツ軍の攻撃で再び戦時動員されると、このような症状の発生率は減少したと当時の医師たちが報告した。1916年から1917年にかけては、最も高い確率でシェルショックが発生しているが、これは塹壕戦、特に包囲戦の経験がこれらの症状に繋がった可能性が指摘されている。

## 治療
非常に多くの将校と兵士が砲撃を受けていたため、19箇所の英国軍病院がシェルショックの治療に専念している。最終的に28施設、24,000床が戦争神経症患者の治療に充てられており、入院患者数は138,000名にまで膨れ上がっている。また、視察に訪れたアメリカ軍医による証言では除隊理由の1/7、非戦闘死傷者の除隊理由の1/3が戦争神経症によるものであった。戦後10年経過後も英国では65,000人の退役軍人が継続的に治療を受けており、フランスでは、1960年に高齢となったシェルショック患者を収容する病院への訪問が可能となった。
対処法として当時は薬草から作られた睡眠薬を処方することが精一杯であった中、イギリス軍医療部隊に志願し、従軍したスコットランド人精神科医ヒュー・クライトン＝ミラーは、ジークムント・フロイトが提唱した心理療法を取り入れ効果をあげており、この成果から一般人も同様に治療が受けられるべきであるとして、戦後国内にタヴィストック・クリニックを開所している。貧困街で精神科の女医として働き、第一次世界大戦にはセルビアに軍医として従軍したヘレン・ボイルもまた同様に、戦後、大規模な精神治療施設を建設するため資金集めに奔走し、1920年にはレディ・チチェスター病院を開所しており、戦後イギリスにおける精神医療の礎を築いた。

### 精神医学の発展
第二次世界大戦の初めに、シェルショックという用語はイギリス陸軍によって禁止され、同様の外傷反応を表す「脳振盪後症候群」というフレーズが使用された。

## 現代戦でのシェルショック
イラクやアフガニスタンに展開した米軍の約38万人（展開した全部隊の約19％にあたる）は、即席爆発装置による脳への損傷を受けたと推定されている。このため、国防高等研究計画局（DARPA）は、人間の脳に対する爆風の影響について総額1,000万ドルの研究を開始した。この研究結果により、低レベルの爆風による影響を受けた直後は脳は初期状態を保っているが、その後の慢性的な炎症が最終的にシェルショックやPTSDなど、多くの症状に繋がることが研究結果から明らかとなった。